# Gley

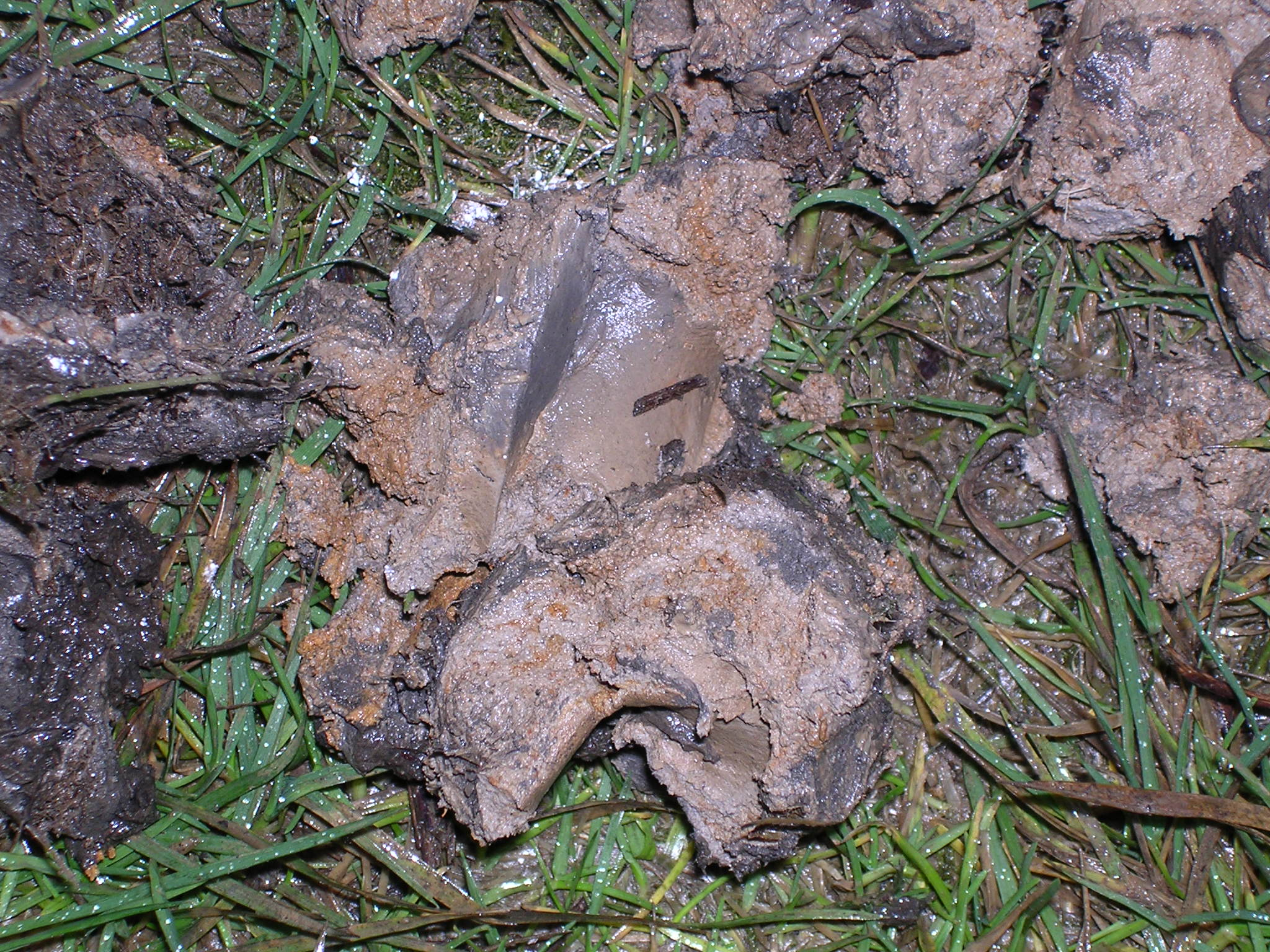
Ejemplo de Gley en Sheffield

El gley (del vocablo ucrania gley que significa masa fangosa o de barro), en pedología, es una capa del terreno. Es el horizonte de acumulación que se forma en un suelo permanentemente empapado por aguas freáticas y en el cual la reducción por el hierro ferroso es preponderante sobre la oxidación. El gley es un suelo al cual la presencia del hierro ferroso confiere un color gris verdoso característico. Su horizonte A es húmico (rico en humus), muy poroso. El hierro en forma de sedimentos precipita más abajo, en la capa donde fluctúa el nivel de las aguas freáticas.